# Schéma narratif
 (août 2016).
Si vous disposez d'ouvrages ou d'articles de référence ou si vous connaissez des sites web de qualité traitant du thème abordé ici, merci de compléter l'article en donnant les références utiles à sa vérifiabilité et en les liant à la section « Notes et références ».
Le schéma narratif est un concept de narratologie. C'est l'ensemble des blocs sémantiques qui composent un récit.

## Composition

### Schéma classique
Le schéma classique est constitué de 5 éléments qui séquencent le récit,.
- Situation initiale ou incipit : il présente les éléments nécessaires à la mise en route du récit et à la compréhension de celui-ci. Dans un récit au passé, les verbes y sont souvent à l'imparfait. La situation des héros n'y évolue pas, elle reste stable.
- Élément déclencheur ou élément perturbateur : confronté à la situation initiale, il rompt l'équilibre de l'histoire. Il est introduit par un connecteur temporel.
- Péripéties, aventures ou nœud (toutes les actions) : ce sont les événements provoqués par l'élément perturbateur et qui entraînent la ou les actions entreprises par les héros pour atteindre leur but. Dans un récit au passé, les verbes y sont souvent au passé simple. Cet élément est généralement conclu par un point culminant, ou climax : c'est le plus haut point de l'histoire, c'est là où toute la tension des péripéties va finalement exploser. Il se situe, la plupart du temps, vers la fin (avant le dénouement).
- Dénouement ou élément de résolution : il met un terme aux actions et conduit à la situation finale.
- Situation finale ou explicit : c'est le résultat, la fin du récit qui redevient stable. Dans les contes, la situation des héros s'améliore, mais dans d'autres types d'histoires, il est possible qu'elle se dégrade.

### Analepse
Dans certains cas, des retours en arrière sont effectués (analepses), c'est-à-dire que le narrateur raconte des événements composant la psychologie des personnages afin de justifier les actes de ceux-ci. Il peut y avoir un schéma narratif complet dans ce passage dit analepse, comme une histoire dans l'histoire.

### Cas du roman policier
Dans un récit policier, le schéma narratif est généralement constitué des éléments suivants : crime, enquête, indices, suspects, coupable, traque du coupable, arrestation, peine, justice, forces de l'ordre par exemple.

## Schéma actanciel
Certaines informations supplémentaires peuvent être données en s'appuyant sur un schéma narratif de type II appelé schéma actantiel, plus simple, dans lequel on reprend les principaux personnages ou forces agissantes, ainsi que les piliers qui permettront la rédaction du récit.
Ce type de schéma peut se représenter plusieurs fois dans un même récit. Alors que le premier schéma narratif proposé est un plan général d'un récit, le second schéma est plus détaillé, et souvent passager. Ainsi peut-on trouver une succession de schémas de type II dans les péripéties, ou même dans les éléments déclencheurs ou de résolution. De même, le schéma narratif n'est pas soumis à la chronologie du récit qui peut commencer, dans le cas d'un roman policier, par l'arrestation, suivie du crime et se terminer par l'enquête.